# Томпсон, Эмма
Дама Э́мма То́мпсон (англ. Emma Thompson; 15 апреля 1959, Лондон) — британская актриса кино, телевидения и озвучивания, сценаристка.
Получила известность после выхода в 1987 году телесериалов «Тутти Фрутти» и «Фортуна войны». В кино стала известной после сыгранной главной роли в фильме «Верзила».
Обладательница двух «Оскаров», двух «Золотых глобусов» и двух премий BAFTA за фильмы «Разум и чувства» (за лучший сценарий) и «Говардс-Энд» (как лучшая актриса). Кроме того, актриса является лауреатом премии BAFTA TV за телесериалы «Тутти Фрутти» и «Фортуна войны», а также «Эмми» как лучшая приглашённая актриса в телесериале «Эллен».
9 июня 2018 года была удостоена звания дамы-командора ордена Британской империи (DBE).

## Биография

### Ранние годы
Родилась 15 апреля 1959 года в Лондоне (Англия), в семье известных актёров — Эрика Томпсона и Филлиды Ло. Сестра Эммы — Софи Томпсон — также киноактриса.
Большую часть своей жизни Томпсон провела в Шотландии.
Среднее образование получила в частной школе для девочек Camden School for Girls, затем училась в Кембридже. В университете участвовала в любительских постановках на комические темы. По окончании курса вступила в труппу Footlights. В 1980-х годах получила известность как одна из самых многообещающих молодых актрис на лондонской сцене. Помимо исполнения ролей из шекспировского репертуара, снималась в исторических сериалах для BBC.

### Карьера
В Голливуде дебютировала в исторических лентах «Говардс-Энд» (1992) и «Остаток дня» (1993), а также в политическом триллере «Во имя отца» (1993). Все три роли оставили благоприятное впечатление и были номинированы на различные награды, а игра Томпсон в «Говардс-Энд» была отмечена премиями «Оскар», «Золотой глобус» и BAFTA за лучшую женскую роль. В 1995 году вернулась на экраны в роли Элинор Дэшвуд в экранизации романа Джейн Остин «Разум и чувства», для которой она сама написала сценарий. За этот фильм она вновь была выдвинута на премии «Оскар» и «Золотой глобус» — и как актриса, и как сценарист. В этот раз она взяла награды в номинации «Лучший сценарий».
В 1998 году Томпсон сыграла первую леди США в политическом фильме «Основные цвета» (президента сыграл Джон Траволта). В 2000-е гг. Томпсон, подобно многим другим большим британским актёрам, снималась в экранизациях книг о Гарри Поттере — в роли профессора Сивиллы Трелони. Этими съёмками она осталась недовольна — они показались ей скучными.

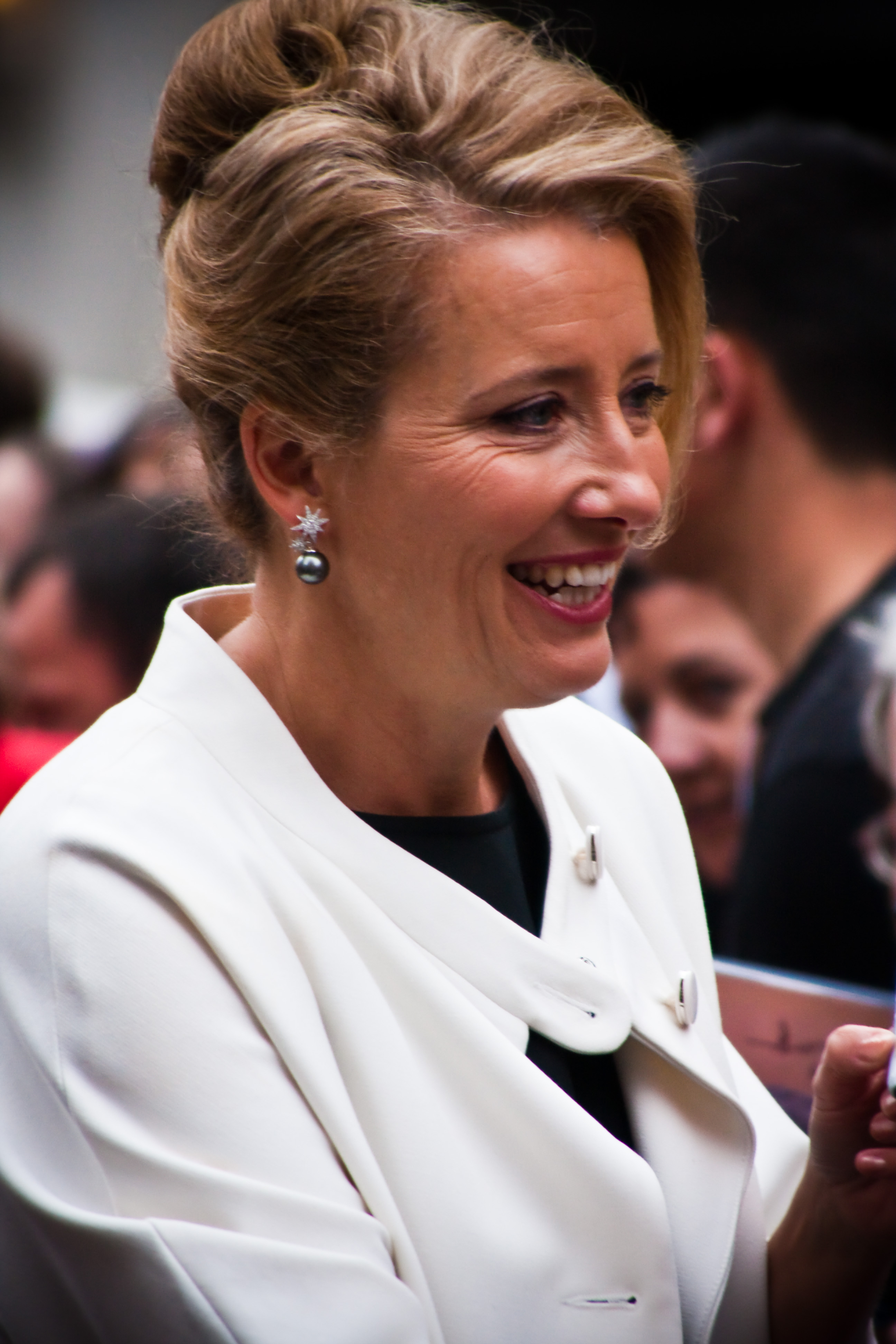
Эмма Томпсон на премьере фильма «Последний шанс Харви», 2009 год

В 2005 году на экраны вышла семейная комедия «Моя ужасная няня», в котором Эмма выступает одновременно и автором сценария и исполнительницей главной роли. На написание сценария к фильму у Томпсон ушло девять лет. В 2010 году вышел сиквел под названием «Моя ужасная няня 2».
В 2013 году снялась вместе с Томом Хэнксом в биографической трагикомедии «Спасти мистера Бэнкса», исполнив роль английской писательницы Памелы Трэверс. Актёрская игра Томпсон была высоко оценена критиками, и многие из них называли актрису одной из основных номинанток на премию «Оскар», однако в итоге она не попала в шорт-лист премии «Оскар», уступив место Эми Адамс, но была номинирована на премию Гильдии киноактёров США, «Золотой глобус» и BAFTA.
В 2015 году актрису можно было увидеть в комедийной драме «Шеф Адам Джонс» в компании Брэдли Купера. В 2016 году — в ромкоме «Бриджит Джонс 3». В музыкальном фэнтези «Красавица и чудовище» Томпсон исполнила роль Миссис Поттс.
В 2018 году состоялась мировая премьера комедии «Агент Джонни Инглиш 3.0» с Эммой Томпсон в роли премьер-министра Великобритании, а в 2019 году — премьера фантастической комедии «Люди в чёрном: Интернэшнл», в котором Томпсон сыграла агента O, главу американского подразделения ЛВЧ. В том же году актриса сыграла Аделию в романтической комедии «Рождество на двоих». Томпсон работала над проектом и в качестве сценариста. В 2021 году на широкие экраны вышла «Круэлла», где Томпсон сыграла Баронессу, а в 2022 году вышла трагикомедия «Любовь по вызову».
В 2022 году в рамках международного кинофестиваля в Торонто состоялась мировая премьера романтической комедии Шекхара Капура «При чём тут любовь?» при участии актрисы. Также в картине сыграли Лили Джеймс и Шазад Латиф. В российский прокат картина выйдет в начале марта 2023 года.

### Личная жизнь
Имела романтические отношения с Хью Лори.
20 августа 1989 года актриса вышла замуж за актёра и режиссёра Кеннета Брану, с которым она снялась в 6 фильмах. В октябре 1995 года они развелись.
С актёром Грегом Уайзом Эмма Томпсон познакомилась на съёмках фильма «Разум и чувства» в 1995 году. В 2003 году они поженились в Дюнуне, Шотландия, где у актрисы есть второй дом. Эмма старше мужа на 7 лет. В 2003 году усыновили руандийца Тиндиебуа Агабу ( 1987 ), семья которого погибла во время геноцида.У них есть дочь Гайя (1999), тоже ставшая актрисой.

## Фильмография
| Год       |    | Русское название                           | Оригинальное название                        | Роль |
| --------- | -- | ------------------------------------------ | -------------------------------------------- | --- |
| 1982      | с  | Волноваться не о чем!                      | There's Nothing to Worry About!              | Уолли |
| 1982—1984 | с  | Молодые                                    | The Young Ones                               | Стерлинг |
| 1982—...  | с  | Полоса Комиксов Представляет...            | The Comic Strip Presents...                  | Девушка |
| 1982—1983 | с  | Либералы Карротта                          | Carrott's Lib                                | Юморист |
| 1983      | ф  | Хрустальный куб                            | The Crystal Cube                             | Джеки Мелд |
| 1983—1984 | с  | Альфреско                                  | Alfresco                                     | Флоренс Найтингейл, Женщина Герти, Джеки, Гарриет, Джилл, Покровительствующая женщина, Сэл, Продавщица духов, Шерри, Женщина в поезде |
| 1984—1985 | с  | Нападение на орехи                         | Assaulted nuts                               | Персонажи в массовке |
| 1985—1990 | с  | Театральная ночь                           | Theatre Night                                | Кэтрин Уинслоу / Дженнифер Уилбур |
| 1985—1988 | с  | Суббота в прямом эфире                     | Saturday live                                | Женщина |
| 1987      | с  | Тутти Фрутти                               | Tutti Frutti                                 | Сьюзи |
| 1987      | с  | Фортуна войны                              | Fortunes of War                              | Хэрриет Прингл |
| 1988      | с  | Томпсон                                    | Thompson                                     | Гостья |
| 1989      | ф  | Генрих V                                   | Henry V                                      | Екатерина Валуа |
| 1989      | ф  | Оглянись во гневе                          | Look Back in Anger                           | Элисон Портер |
| 1990      | ф  | Верзила                                    | The Tall Guy                                 | Кейт Леммон |
| 1991      | ф  | Умереть заново                             | Dead Again                                   | Грейс / Маргарет Штраус |
| 1991      | ф  | Экспромт                                   | Impromptu                                    | Д'Антан |
| 1992      | ф  | Говардс-Энд                                | Howards End                                  | Маргарет Шлегел |
| 1992      | ф  | Друзья Питера                              | Peter’s Friends                              | Мэгги Честер |
| 1993      | ф  | Много шума из ничего                       | Much Ado About Nothing                       | Беатриче |
| 1993      | ф  | Остаток дня                                | The Remains of the Day                       | Кентон |
| 1993      | ф  | Во имя отца                                | In the Name of the Father                    | Гэрет Пирс |
| 1994—1998 | с  | Эллен                                      | Ellen                                        | Эмма Томпсон |
| 1994      | ф  | Джуниор                                    | Junior                                       | Диана Реддин |
| 1995      | ф  | Разум и чувства                            | Sense and Sensibility                        | Элинор Дэшвуд |
| 1995      | ф  | Каррингтон                                 | Carrington                                   | Дора Каррингтон |
| 1997      | ф  | Зимний гость                               | The Winter Guest                             | Френсис |
| 1998      | ф  | Основные цвета                             | Primary Colors                               | Сюзан Стэнтон |
| 1998      | ф  | Поцелуй Иуды                               | Judas Kiss                                   | Сэди Хокинс |
| 2000      | ф  | Всё возможно, детка                        | Maybe Baby                                   | Друзилла |
| 2001      | ф  | Эпилог                                     | Wit                                          | Вивиан Беринг |
| 2002      | мф | Планета сокровищ                           | Treasure Planet                              | Амелия (озвучка) |
| 2003      | ф  | Мечтая об Аргентине                        | Imagining Argentina                          | Сесилия |
| 2003      | ф  | Реальная любовь                            | Love Actually                                | Карен |
| 2003      | тф | Ангелы в Америке                           | Angels in America                            | Эмили / Женщина / Ангел |
| 2004      | ф  | Гарри Поттер и узник Азкабана              | Harry Potter and the Prisoner of Azkaban     | Сивилла Трелони |
| 2005      | ф  | Моя ужасная няня                           | Nanny McPhee                                 | Матильда МакФи |
| 2006      | ф  | Персонаж                                   | Stranger than Fiction                        | Карэн Эйфелл |
| 2007      | ф  | Гарри Поттер и Орден Феникса               | Harry Potter and the Order of the Phoenix    | Сивилла Трелони |
| 2007      | ф  | Я — легенда                                | I Am Legend                                  | Элис Криппин |
| 2008      | ф  | Возвращение в Брайдсхед                    | Brideshead Revisited                         | Марчмейн |
| 2008      | ф  | Воспитание чувств                          | An Education                                 | Директриса |
| 2008      | ф  | Последний шанс Харви                       | Last Chance Harvey                           | Кейт Уокер |
| 2009      | ф  | Рок-волна                                  | The Boat That Rocked                         | Шарлотта |
| 2010      | ф  | Моя ужасная няня 2                         | Nanny McPhee and the Big Bang                | Матильда Макфи |
| 2010      | ф  | Обеденная песня                            | The Song of Lunch                            | Она |
| 2011      | ф  | Гарри Поттер и Дары Смерти: часть 2        | Harry Potter and the Deathly Hallows: Part 2 | Сивилла Трелони |
| 2012—2013 | с  | Плейхаус                                   | Playhouse Presents                           | Королева |
| 2012      | ф  | Люди в чёрном 3                            | Men in Black 3                               | О |
| 2012      | мф | Храбрая сердцем                            | Brave                                        | Элинор |
| 2013      | ф  | Прекрасные создания                        | Beautiful Creatures                          | Серафина |
| 2013      | ф  | Спасти мистера Бэнкса                      | Saving Mr. Banks                             | Памела Линдон Трэверс |
| 2013      | ф  | Как украсть бриллиант                      | Love Punch                                   | Кейт |
| 2014      | ф  | Мужчины, женщины и дети                    | Men, women and children                      | Голос за кадром |
| 2014      | ф  | Эффи                                       | Effie Gray                                   | Истлейк |
| 2015      | ф  | Прогулка по лесам                          | A Walk in the Woods                          | Кэтрин Брайсон |
| 2015      | ф  | Шеф Адам Джонс                             | Burnt                                        | Росшильде |
| 2015      | ф  | Легенда о Барни Томсоне                    | The Legend of Barney Thomson                 | Томсон |
| 2016      | ф  | Бриджит Джонс 3                            | Bridget Jones’s Baby                         | Роулингс |
| 2016      | ф  | Одни в Берлине                             | Alone in Berlin                              | Анна Квангель |
| 2017      | ф  | Красавица и чудовище                       | Beauty and the Beast                         | Поттс |
| 2017      | ф  | Истории семьи Майровиц                     | The Meyerowitz Stories                       | Морин |
| 2017      | ф  | Морская печаль                             | Sea Sorrow                                   | Сильвия Эстелла |
| 2017      | ф  | Удивительная миссис Мэй                    | The Chidren Act                              | Фиона Мэй, дама-коммандор Британской империи                                                                                          |
| 2018      | тф | Король Лир                                 | King Lear                                    | Гонерилья |
| 2019      | с  | Годы                                       | Years and Years                              | Вивьен Рук |
| 2019      | ф  | Люди в чёрном: Интернэшнл                  | Men in Black International                   | Глава американского подразделения ЛВЧ агент О                                                                                         |
| 2019      | ф  | Агент Джонни Инглиш 3.0                    | Johnny English 3                             | Премьер-министр Великобритании |
| 2019      | ф  | В прямом эфире                             | Late Night                                   | Кэтрин Ньюбари |
| 2019      | ф  | Рождество на двоих                         | Last Christmas                               | Аделия |
| 2021      | ф  | Круэлла                                    | Cruella                                      | Баронесса фон Хеллман |
| 2022      | ф  | Любовь по вызову                           | Good Luck to You, Leo Grande                 | Нэнси Стоукс |
| 2022      | с  | Почему не Эванс?                           | Why Didn't They Ask Evans?                   | Леди Марчам |
| 2022      | ф  | Матильда                                   | Matilda                                      | Агата Транчбулл |
| 2023      | ф  | При чём тут любовь?                        | What's Love Got to Do With It?               | Кэт |
| 2024      | ф  | Рыбачка                                    | The Fisherwoman                              | TBA |
| 2025      | ф  | Бриджит Джонс: Без ума от мальчишки        | Bridget Jones: Mad About The Boy             | Роулингс |
| 2025      | с  | Вниз по дороге к кладбищу                  | Down Cemetery Road                           | Зои Бом |
| 2025      | ф  | Распознай мой рёв                          | Hear me roar                                 | Леди Батлер - Слосс |
| 2026      | ф  | Три полных мешка: овечий детективный фильм | Three Bags Full: A Sheep Detective Movie     | ТВА |

## Награды и номинации
| Награда                                      | Год  | Категория                                            | Фильм/Телесериал              | Результат |
| -------------------------------------------- | ---- | ---------------------------------------------------- | ----------------------------- | --------- |
| Оскар                                        | 1993 | Лучшая женская роль                                  | Говардс-Энд                   | Победа    |
| Оскар                                        | 1994 | Лучшая женская роль второго плана                    | Во имя отца                   | Номинация |
| Оскар                                        | 1994 | Лучшая женская роль                                  | Остаток дня                   | Номинация |
| Оскар                                        | 1996 | Лучшая женская роль                                  | Разум и чувства               | Номинация |
| Оскар                                        | 1996 | Лучший адаптированный сценарий                       | Разум и чувства               | Победа    |
| BAFTA                                        | 1993 | Лучшая женская роль                                  | Говардс-Энд                   | Победа    |
| BAFTA                                        | 1994 | Лучшая женская роль                                  | Остаток дня                   | Номинация |
| BAFTA                                        | 1996 | Лучший адаптированный сценарий                       | Разум и чувства               | Номинация |
| BAFTA                                        | 1996 | Лучшая женская роль                                  | Разум и чувства               | Победа    |
| BAFTA                                        | 2004 | Лучшая женская роль второго плана                    | Реальная любовь               | Номинация |
| BAFTA                                        | 2014 | Лучшая женская роль                                  | Спасти мистера Бэнкса         | Номинация |
| BAFTA                                        | 2023 | Лучшая женская роль                                  | Любовь по вызову              | Номинация |
| BAFTA TV                                     | 1988 | Лучшая женская роль                                  | Тутти Фрутти/Фортуна войны    | Победа    |
| Золотой глобус                               | 1993 | Лучшая женская роль в драме                          | Говардс-Энд                   | Победа    |
| Золотой глобус                               | 1994 | Лучшая женская роль второго плана                    | Во имя отца                   | Номинация |
| Золотой глобус                               | 1994 | Лучшая женская роль в драме                          | Остаток дня                   | Номинация |
| Золотой глобус                               | 1995 | Лучшая женская роль в комедии или мюзикле            | Джуниор                       | Номинация |
| Золотой глобус                               | 1996 | Лучшая женская роль в драме                          | Разум и чувства               | Номинация |
| Золотой глобус                               | 1996 | Лучший сценарий                                      | Разум и чувства               | Победа    |
| Золотой глобус                               | 2002 | Лучшая женская роль в мини-сериале или телефильме    | Эпилог                        | Номинация |
| Золотой глобус                               | 2009 | Лучшая женская роль в комедии или мюзикле            | Последний шанс Харви          | Номинация |
| Золотой глобус                               | 2014 | Лучшая женская роль в драме                          | Спасти мистера Бэнкса         | Номинация |
| Эмми                                         | 1998 | Лучшая приглашённая актриса в комедийном телесериале | Эллен                         | Победа    |
| Эмми                                         | 2001 | Лучшая женская роль в мини-сериале или фильме        | Эпилог                        | Номинация |
| Эмми                                         | 2001 | Лучший сценарий мини-сериала или фильма              | Эпилог                        | Номинация |
| Эмми                                         | 2004 | Лучшая женская роль в мини-сериале или фильме        | Ангелы в Америке              | Номинация |
| Эмми                                         | 2012 | Лучшая женская роль в мини-сериале или фильме        | Песня Ланча                   | Номинация |
| Эмми                                         | 2015 | Лучшая женская роль в мини-сериале или фильме        | Прямой эфир в Линкольн-центре | Номинация |
| Премия Гильдии киноактёров США               | 1996 | Лучшая женская роль                                  | Разум и чувства               | Номинация |
| Премия Гильдии киноактёров США               | 2002 | Лучшая женская роль в телефильме или мини-сериале    | Эпилог                        | Номинация |
| Премия Гильдии киноактёров США               | 2004 | Лучшая женская роль в телефильме или мини-сериале    | Ангелы в Америке              | Номинация |
| Премия Гильдии киноактёров США               | 2014 | Лучшая женская роль                                  | Спасти мистера Бэнкса         | Номинация |
| Премия Национального совета кинокритиков США | 1992 | Лучшая женская роль                                  | Говардс-Энд                   | Победа    |
| Премия Национального совета кинокритиков США | 1995 | Лучшая женская роль                                  | Разум и чувства Каррингтон    | Победа    |
| Премия Национального совета кинокритиков США | 2013 | Лучшая женская роль                                  | Спасти мистера Бэнкса         | Победа    |